# آلینا پلوگارو
آلینا پلوگارو (انگلیسی: Alina Plugaru؛ زاده ۱۸ دسامبر ۱۹۸۷) یک بازیگر پورنوگرافی اهل رومانی است.